# Freddy Ginebra

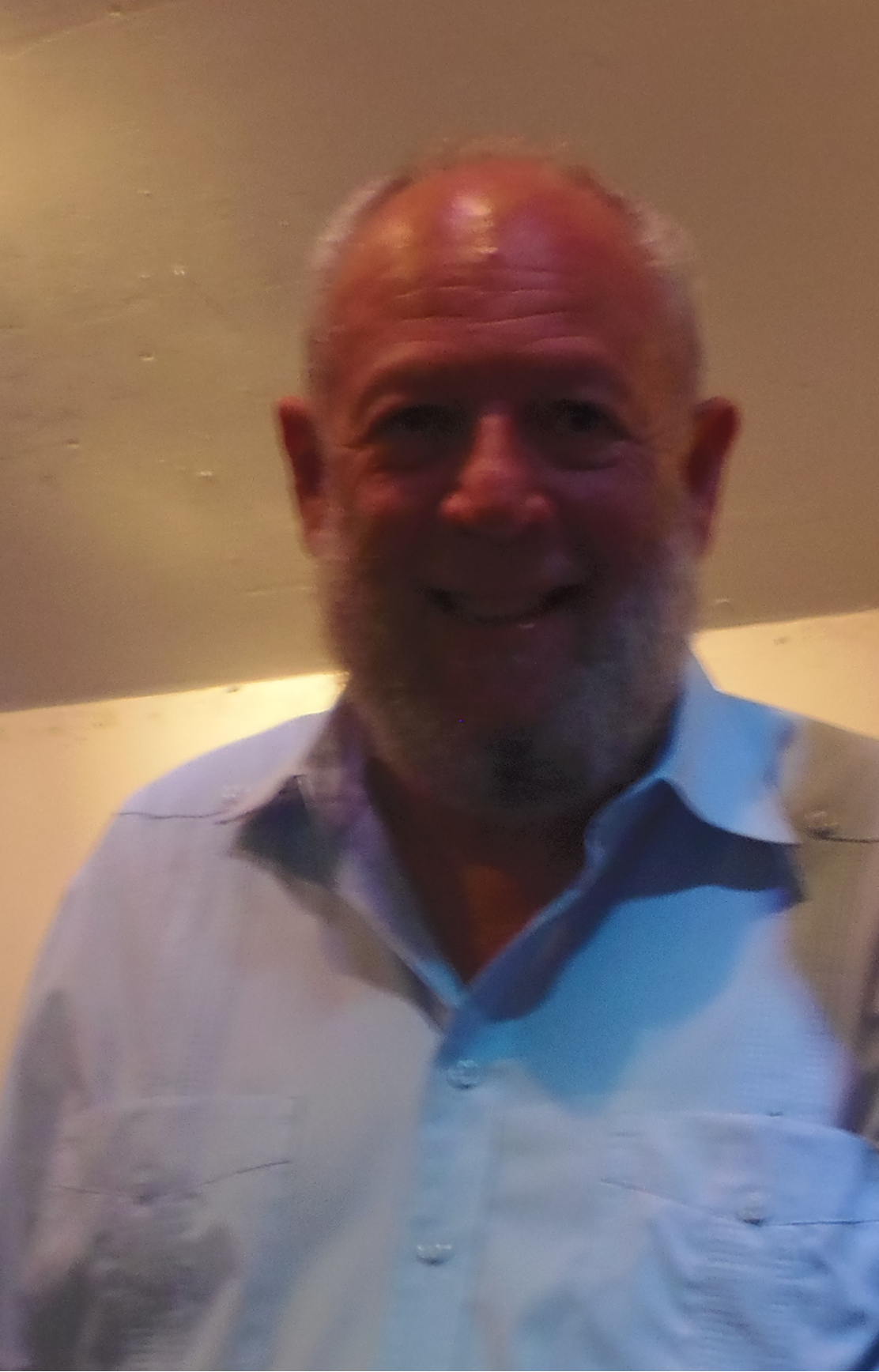
Freddy Ginebra, 2017

Freddy Danilo Ginebra Giudicelli (* 17. Februar 1944 in Santo Domingo) ist ein dominikanischer Kulturmanager, Schriftsteller und Journalist. 
Ginebra studierte zunächst Jura an der Universidad Autónoma de Santo Domingo und dann an der New York University Anglistik, Publizistik, Kulturadministration und Öffentlichkeitsarbeit. Schon im Alter von 19 Jahren produzierte er 1964 die Fernsehsendung Cita con la Juventud. Er war Präsident der Liga Dominicana de Agencias Publicitarias (LIDAP) und gründete 1974 die Casa de Teatro, ein kulturelles Zentrum in Santo Domingo, dessen Leiter er seitdem ist. Das Zentrum beteiligte sich in seiner Anfangszeit am historischen Festival 7 días con el pueblo über Protestkultur, an dem u. a. Silvio Rodríguez, Mercedes Sosa, Ana Belén, Los Guaraguaos, Cuco Valoy, Sonia Silvestre und Johnny Ventura teilnahmen. Der französische Botschafter in der Dominikanischen Republik zeichnete Ginebra als Chevalier des Ordre des Arts et des Lettres aus. Für Carpinteros schrieb Ginebra die Filmmusik.